# Chêne de Cantaure
Le chêne de Cantaure est un chêne pédonculé datant au moins du XIVe siècle situé sur la commune de Lüe, dans le département français des Landes. Il reçoit le label  « Arbre remarquable de France » par l'association nationale A.R.B.R.E.S. le 3 mai 2011.

## Présentation
Sa circonférence est 8 m et de 11 m au niveau du sol. Sa hauteur atteint entre 18 et 20 m. Son tronc est creux.
Le propriétaire de la parcelle, Michel Harribey, fait don du chêne et du lopin qui l'entoure à la commune par acte du 26 mars 1997. Cette dernière a depuis la responsabilité de la protection de ce patrimoine naturel.

### Histoire
Une légende voudrait que le chêne de Cantaure, ou son espace immédiat, ait vu le passage du pape Léon IX et une halte du pape Clément V vers 1310.
Le chêne est mentionné et photographié par l'ethnologue de la Haute-Lande Félix Arnaudin dans son ouvrage intitulé « au temps des échasses » dans les années 1900. L'auteur en parle en ces termes :
« Au quartier de Cantore, tout au bord du chemin, s'élève un magnifique chêne qu'on a plaisir à voir pour le charme des choses d'autrefois qu'il répand sur ce petit coin de terre, duquel j'aurai à parler un peu plus au long dans la suite. Un jour, il y a quelque trente ans (donc vers 1870), le hasard m'ayant conduit par là au moment où les métayers attaquaient à la hache l'arbre vénérable pour le convertir en bois à brûler, je courus chez le propriétaire, mon parent, qui, à ma prière instante, vint en hâte donner aux ouvriers l'ordre d'en rester là de leur besogne. Et le chêne de Cantore continue à vivre... ».
Par sa diligence, Félix Arnaudin a donc sauvé in extremis le chêne de la destruction à laquelle il était promis.

## Au cinéma
Le chêne sert de décor en juin 2019 au tournage de la dernière scène du court-métrage « Liška : l'appel de l'innocence ».

## Galerie

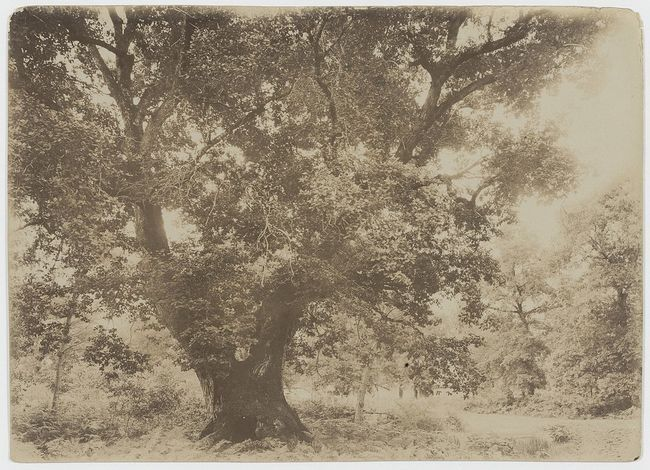
Chêne de Cantaure photographié le 13 juillet 1899 par Félix Arnaudin (fond du Musée d'Aquitaine)
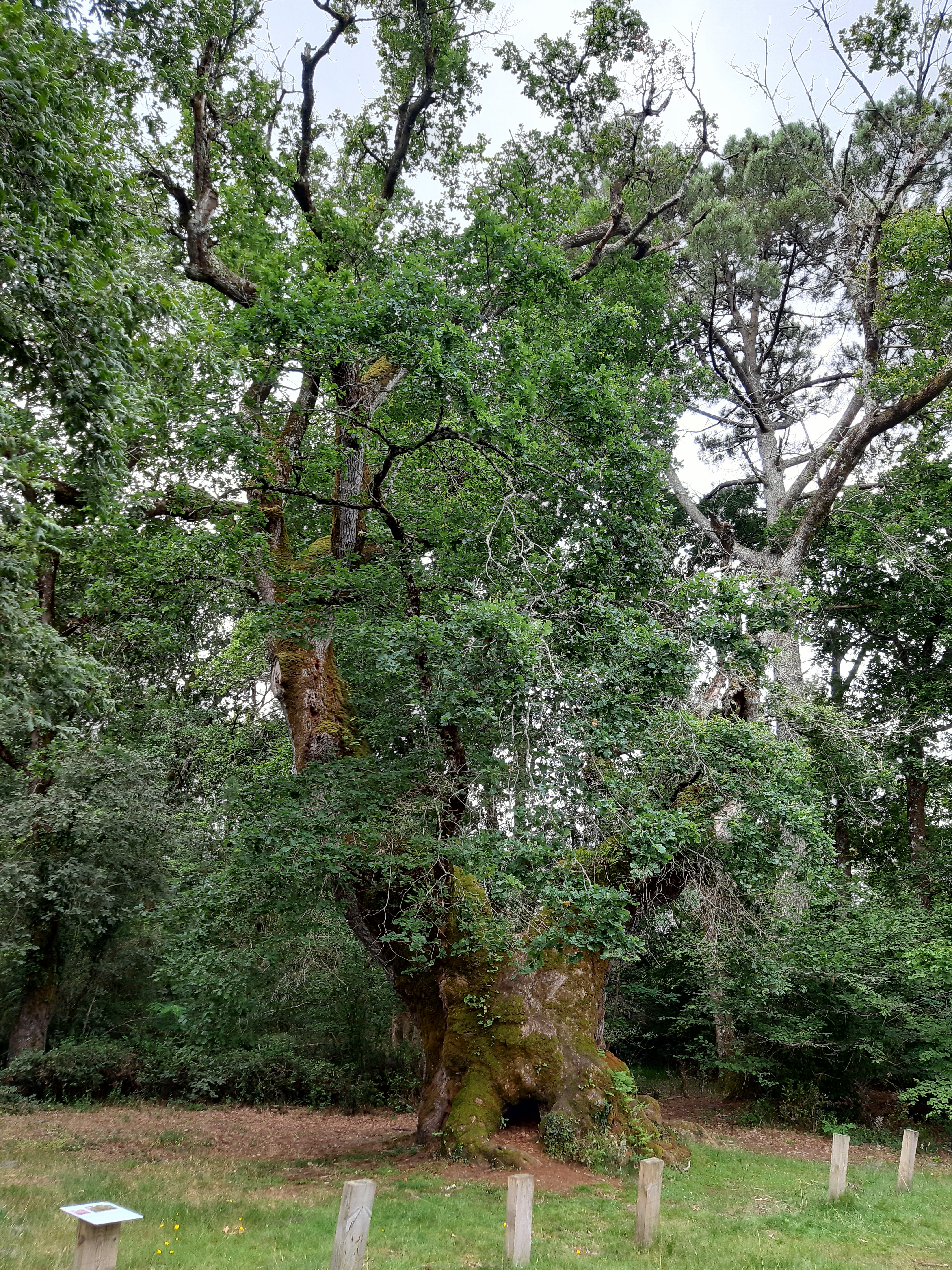
Chêne de Cantaure l'été
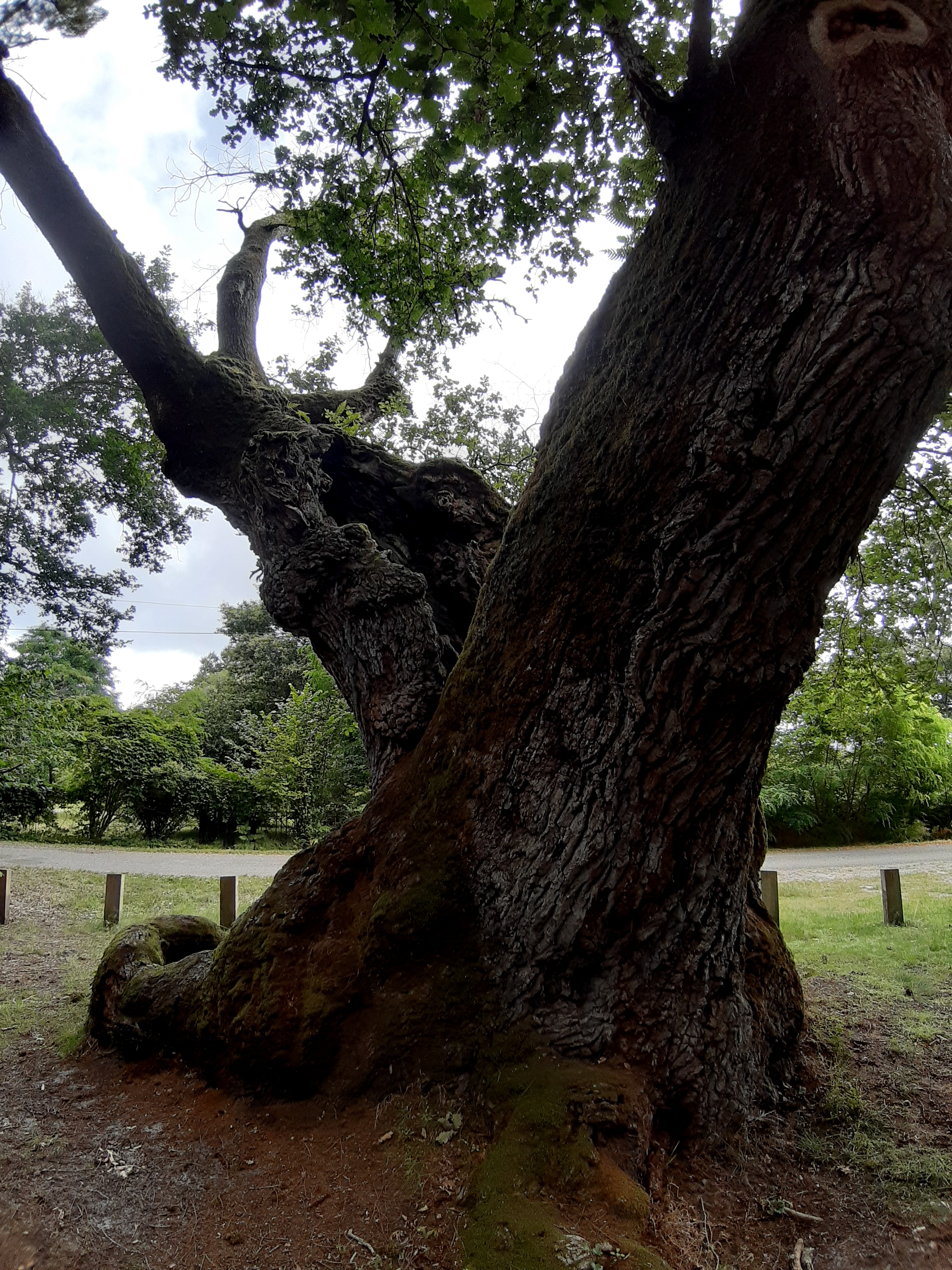
Tronc du chêne de Cantaure